# Cserni Jován-felkelés
A Cserni Jován-felkelés vagy más néven délvidéki szerb felkelés Cserni Jován vezetésével kirobbantott megmozdulása a délvidéki szerb félkatonai elemeknek, akiket Szapolyai János magyar király telepített le.
Egyes történészek és történelemkönyvek napjainkban is a Cserni Jován vezette megmozdulást parasztfelkelésként ítélik meg, és a Dózsa György vezette magyar parasztháborúhoz hasonlítják. Cserni Jován parasztvezérként való megbélyegzését már a felkelés idején ráragasztották a nemesek. A motivációja ennek a jogtalan megítélésnek, hogy a szerb katonáknak adott privilégiumokat a főnemesség jelentős hányada nem akarta elismerni, mert így a szerb katonák mentesültek volna a földesúri terhek alól, és közvetlenül a királynak tartoztak volna csak engedelmességgel.[forrás?] A 16. század első felében a nagy hatalommal bíró, egyúttal a királlyal is szembehelyezkedő főurak ellenségeikre gyakorta szórtak szitkokat és rágalmakat, így a kiváltságos, kisnemesi ranggal is bíró szerb félkatonai erőket parasztoknak nevezték. A török betörések miatt menekülni kényszerült délvidéki nemesség a mohácsi vész után szeretett volna régi birtokaira visszatérni, de a szerbek nem engedték vissza őket, noha erre nem volt joguk, és úgy bántak a részükre kiutalt földekkel, mintha régtől fogva ősi jogon is őket illette volna. A felzúdult nemesek látva, hogy ilyen „jöttmentek” bitorolják földjeiket, szintén parasztoknak bélyegezték a szerbeket. Ami még inkább nem teszi ezt az eseményt egyszerű parasztfelkeléssé, az az, hogy a szerbek maguk ellen fordították a délvidéki magyar parasztokat is, akiket szintén menekülésre késztetett a háború. Az ellentétek odáig vezettek, hogy a magyar parasztok közösen harcoltak azokkal az urakkal Cserni Jován ellen, akik annak idején 1514-ben megfosztották őket a szabad költözködési joguktól.
A Délvidék, amely aktívan részt vett Dózsa György felkelésében, a parasztháború leverése utáni sokkot még nem heverte ki. Az 1514 folyamán amúgy is tönkretett régióra 1521-ben a Nándorfehérvárt elfoglaló törökök áradata zúdult, amely még nagyobb pusztítást okozott. Cserni Jován katonái éppolyan agresszivitást tanúsítottak, mind az oszmán hódítók, így eggyel több oka volt a parasztoknak, hogy a szerbek ellen ragadjanak fegyvert.
A magyar urakat nem pusztán feudális jogaik féltése vitte rá a Cserni Jován elleni fellépésre, hanem az idegengyűlölet is, ami a mohácsi katasztrófa után a tetőfokára hágott az országban. A szerb felkelők is előszeretettel rontottak rá a magyar lakosságra, de ugyanakkor más nem szerb nemzetiségűek sem remélhettek tőlük kegyelmet, bár nem Magyarország az egyetlen, ahol mindez így történt a korban. Ezt figyelembe véve a Cserni Jován-felkelés egyben etnikai összecsapás is volt az államalkotó magyarok és a szerb kisebbség között. A szerbekkel lévő maradandó ellentét emiatt és más korábbi összetűzések révén tovább is fennmaradt. Ezt fokozta, hogy a Habsburgok a maguk javára a magyarok ellen akarták felhasználni ezt az ellentétet. 1526-ban I. Ferdinánd sikerrel maga mellé állította Cserni Jovánt Szapolyai ellen, és ettől kezdve Ausztria a „szerb kártyát” még jó párszor kihasználta.

## Előzmények

### A magyar–szerb ellentétek gyökerei
Magyarországnak már az államalapítás előtt volt számos nemzeti kisebbsége, elsősorban a peremterületeken. Szerb lakosság nyomát ellenben a 12. századig nem lehet felfedezni. Az első szerb szórványok az 1130-as években érkeznek, ugyanis II. Béla királynak a felesége Ilona a szerb fejedelem lánya.
Magyarország a Kelet-római Birodalom ellenében támogatta a szerbek függetlenségi törekvéseit. Bár az Árpád-házi uralkodók megpróbálkoztak a szerb állam függőségbe kényszerítésére, önmagában ez komolyabb ellentétet nem eredményezett a két állam között, s a kapcsolatok lényegében véve zavartalanok voltak.
Az Árpádokat követő Anjoukkal változik meg a helyzet, mégpedig jelentősen. Károly Róbertnek – miközben trónja megszilárdításáért is harcolt – nézeteltérése támadt II. István szerb királlyal. István uralkodásának végén 1319-ben háború is volt Szerbia és Magyarország között, de III. (Decsánszki) István már békében élt a magyarokkal. Néhány év múlva viszont újból harcok alakultak ki a két ország között. A szerbek bár néhányszor behódoltak az északi szomszédjuknak, de számos hódoltatási kísérletet vertek vissza sikerrel. Ebben a régióban ugyanis a szerbeknek igen ütőképes lovasságuk volt, amely messze felülmúlta a magyarokét, és a legtöbb magyar haderő, amely Szerbia területére lépett, megsemmisült.
Az ellentétek IV. (Dusán) István uralkodásakor éleződnek ki a legjobbnak: ekkor éli fénykorát a szerb állam, s a szembenállás kialakulására éppen ő ad okot. IV. István ugyanis erőszakkal kezdte az ortodox keresztény hitre téríteni a délszláv katolikusokat, emiatt kivívta VI. Ince pápa felháborodását, aki I. Lajos királyhoz fordult. Lajos ezért 1355-ben a tervezett szerbiai hadjáratát szerette volna keresztes-hadjárattá nyilváníttatni.
IV. István halála után állama kétfelé szakadt, és Lajos elismertette hűbéri fennhatóságát Észak-Szerbia vajdájával, Hrebeljanovics Lázárral. A következő majdnem három évtizedben Lajos rendre vezette a „félhitű” ortodox balkáni szlávok (a szerbek mellett a bolgárok ellen is) keresztes hadjáratait. Erőszakos térítései miatt maga ellen fordította a szerbeket, ami rosszul jött, mert egy újabb ellenség bukkant fel Európában – az oszmán-törökök.

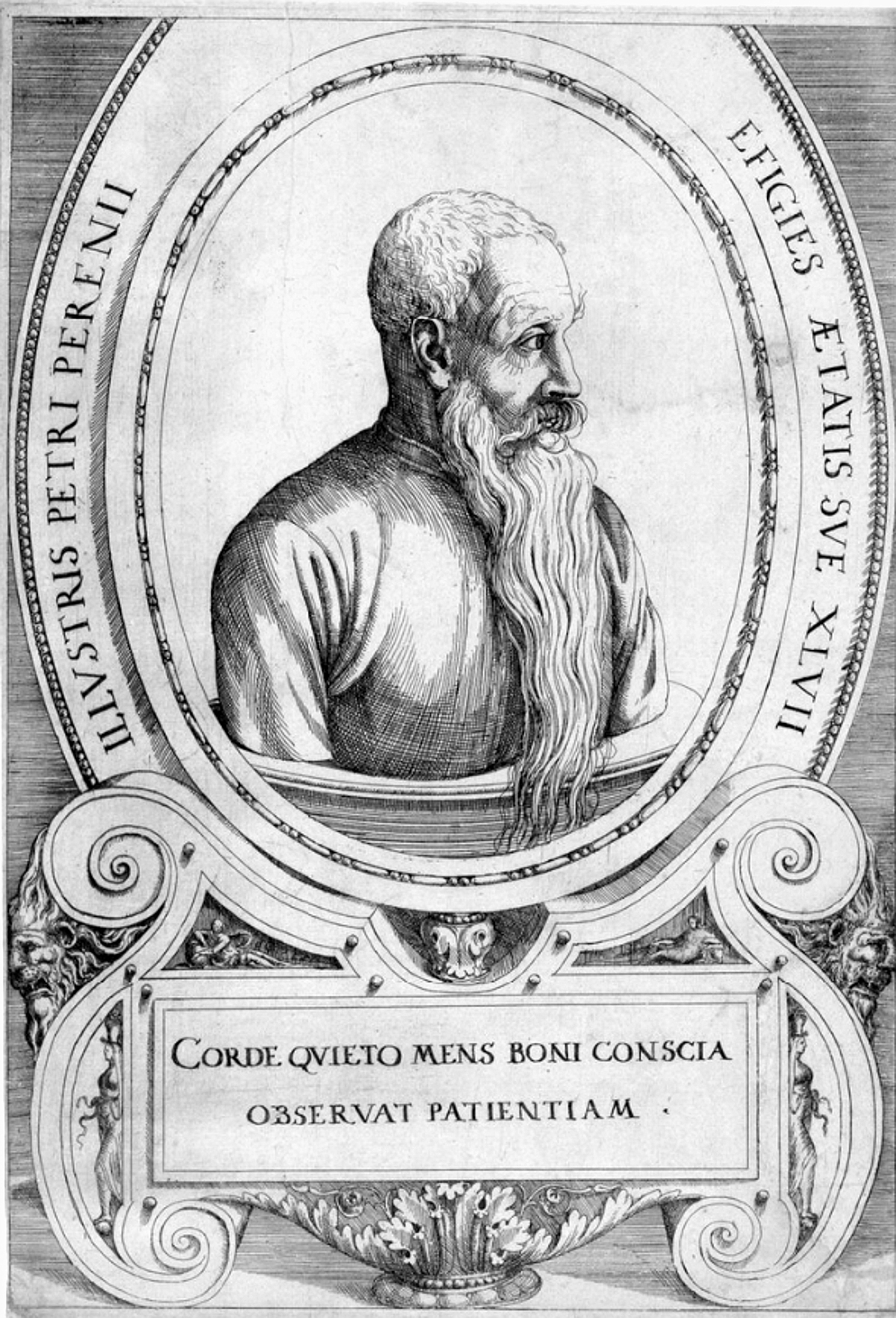
Perényi Péter Augustin Hirschvogel rézmetszetén. Perényi volt a legfőbb vezetője a szerbek elleni szervezkedésnek

A törökök, akik az iszlám vallást követték, ennek címén folytatták hadjárataikat a keresztény európai államok ellen, de egyelőre csak Konstantinápolyt, valamint a szerbeket, bolgárokat és albánokat támadták. V. Orbán pápa úgy látta, hogy a keresztes hadjáratokat az ortodoxok ellen egyelőre fel kell függeszteni, s minden erőt a Balkánon a török ellen összpontosítani. Maga Lajos is jónak látta ezt, de mivel első háborúi a törökökkel nem voltak túlzottan intenzívek, ezért nem látott különösebb aggodalomra okot a török terjeszkedés részéről, és folytatta az ortodoxok térítését. Emiatt történt meg, hogy a szerbek és a bolgárok nem a magyar királyokat, hanem fordítva, a törököket támogatták Magyarország ellen. Az oszmán hadsereg később is szívesen alkalmazta a szerb lovasságot, amely gyakran jobbnak bizonyult, mint a török lovashad.
A 15. században új irányvonalat vesz a szerb–magyar ellentét, s ezúttal a két nép sokkal komolyabban fog szembekerülni, amely a jövendő összecsapások forrása lesz.
1389-ben a rigómezei ütközetben a törökök legyőzik a szerbeket és az őket támogató balkáni szövetségeseket, ami meghatározza térség sorsát egészen 1913-ig. A török támadások miatt rengeteg szerb veszi az irányt Magyarországra, és a Délvidéken, elsősorban a mai Vajdaság területén telepednek meg. Bár itt sincs nyugtuk, mert a török támadások a 14. század végétől fokozottan sújtják a déli területeket, de lényegében a szerbek jobban védve voltak, még inkább azok, akik északabbra települtek le. A szerbek harcolnak a magyarokkal a törökök ellen, és ők kezdik ellátni a Délvidék védelmét. Persze a törökök oldalán is küzdenek szerbek. Szerbia első ízben hűbérese lesz a török szultánnak, majd mint egyik vilájete. A szerbek közül néhányan áttértek az iszlám hitre, de nem olyan tömegesen, mint a bosnyákok, és sokuk megtartotta nyelvét, de a keresztény szerbek közül is éppúgy szolgálnak a törökök között.
A szerbek részt vettek több nagy csatában (a várnai, rigómezei, nándorfehérvári, kenyérmezei, mohácsi), szolgáltak Hunyadi János és Mátyás király seregeiben.

### Szerbek a déli határ védelmében
1458-ban, Mátyás király megkoronázása után a törökök épp felprédálták Szerbia maradványait; ettől kezdve már a hűbéres román Havasalföldön kívül egyetlen déli szomszédja Magyarországnak az Oszmán Birodalom volt.

Hunyadi János rigómezei veresége miatt a magyar haderő a határokra szorult vissza, de az erős végvárvonal ekkor még feltartóztatta a török támadásokat.

Mátyás úgy látta, hogy további védelemre kell berendezkednie, ezért nem folytatott olyan hadjáratokat, mint Hunyadi János, amelyek a török megtörését akarták elérni egyetlen csapással. Mivel a Délvidék és Horvátország sokat szenvedett a török támadásoktól, ezért szilárdabban kellett kézben tartani ezt a vonalat. 1463-ban Mátyás elfoglalta Jajcát, majd Szilágyi Mihályt bízta meg, hogy szerezze meg Szerbiát, de nem sikerült.

A következő években mindkét fél kerülte a nyílt összecsapást, ehelyett egymás területeit pusztították vagy foglalták el. Mivel a déli végvárvonal vidéke sík alföldi területen feküdt, és nem olyan sűrűn álltak egymás mellett az erősségek, a várak között a törökök át tudtak osonni. A támadások során kipusztult a Délvidék, de a betörő portyázó oszmán egységek közül is szinte mind itt lelték a halálukat. Ezen támadások megbosszulásaként vezetett e magyar sereg hadjáratokat Boszniába és Szerbiába, amely úgyszintén az ottani területek elnéptelenedésével járt.
Mátyás király seregében nagyon sok szerb szolgált, elsősorban a könnyűlovasságban. A vezérek, mint Kinizsi Pál vagy Magyar Balázs is szerb származásúak voltak. Mátyásnak a kedvenc vitéze, Jaksith Demeter is szerb volt, aki nemcsak a törökök ellen, hanem Mátyás ausztriai és csehországi hadjárataiban is kitűnt.

A szerbek bár meglehetősen agresszív katonák voltak, de elszántan és keményen harcoltak. Érdemeik miatt Mátyás király és más uralkodók is megbíztak bennük és nagyra értékelték őket. Szerbek szolgáltak horvátországi, boszniai, délvidéki és erdélyi várakban, a naszádok legénységét is részben ők tették ki, és jeleskedtek a nyílt mezei harcokban vagy portyázásokkor.

Szükség volt a telepítésre az elpusztult területeken, ezért egyre több szerbet telepített le nemcsak Mátyás, hanem Kinizsi is a Délvidéken. Amikor Kinizsi a Balkánra vezetett törökellenes hadjáratot, visszatértekor szerbek ezrei követték, akik aztán földhöz jutottak. Ezek azonban nem kizárólag önkéntes telepesek voltak. Kinizsi sokukat erőszakkal, megfélemlítéssel kényszerítette régi hazájuk elhagyására. Egy-egy magyar hadjárat alkalmával a Szerbiába betörő magyarokhoz rengetegen csatlakoztak, és velük tartottak a visszavonuláskor is.
Habár a mostoha adottságú szerb hegyvidékekből egy termékeny földű, melegebb éghajlatú területre kerültek az erőszakkal áthozott embertömegek, de az ilyen deportáláshoz hasonló telepítések növelték a feszültséget. A szerencsétlen sorsú szerbeknek már a törökök uralma (elsősorban a gyermekadó) is nagy lelki és fizikai megterhelést jelentett. S bár szolgáltak magyar uraikat is új hazájukban, de a két nép közti ellentét megmaradt.
1466-tól állóháborúk alakultak ki a déli végvárak mentén, de Mátyás halála után már egyre kevesebbet vezettek hadjáratokat török területre. Emiatt a határvédelem katonasága egyre jobban csak védekezésre szorítkozott, harci értéke csökkent. A legrosszabb az, hogy II. Ulászló uralkodásával az ország elindult a hanyatlás felé, ezért nem lehetett karbantartani a végvárakat, s az itt szolgáló szerb és magyar katonák kevés zsoldhoz jutottak, elszegényedtek, s a várfalak között, valamint a nyílt mezőn egyre nyomorúságosabb körülmények között kellett tengődniük. A 15. század végétől és a 16. század elejétől, különösen I. Szulejmán trónra kerülésével az Oszmán Birodalom hódítási igényei igencsak megnőttek Európa iránt, így fokozódtak a déli területeket ért támadások, ami ellen az elavulófélben levő végvárak már nem vehették fel a harcot.

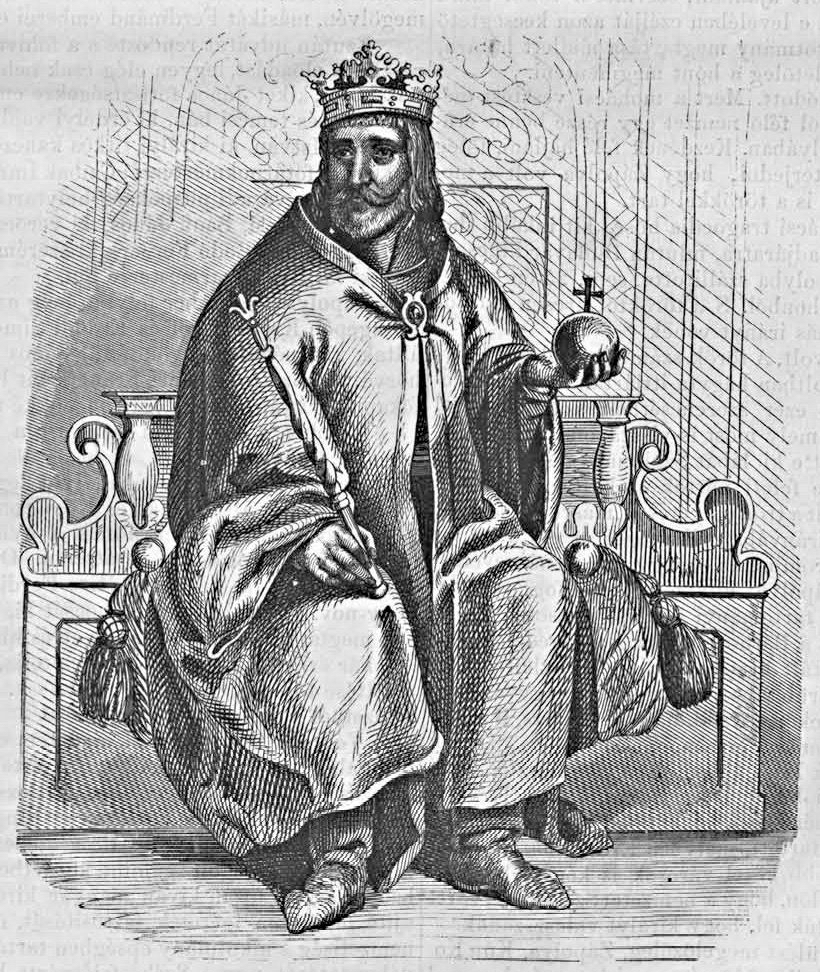
Szapolyai János, aki megbízott a rácokban. Nem rajta múlt, hogy a magyarok ellen fordultak a bácsiak

### A szerbek újbóli megszervezése
Szapolyai János erdélyi vajda fiatal korától kezdve sokat harcolt a törökök ellen, így megismerte a végvárakban szolgáló szerbeket. Akárcsak mások is, Szapolyai is úgy találta, hogy megbízható és kitartó vitézek, így az erdélyi seregben is sok szerbet tartott szolgálatában. Szapolyai 1522-es havasalföldi hadjáratakor is harcoltak és védték Nándorfehérvárt a szultán seregeitől.

Szkublics Márkó hősi halált halt Zimony alatt, Vencsáncból pedig egy vajda, Bakith Pál települt át Magyarországra, és rögvest II. Lajos szolgálatába lépett.
Szapolyainak volt egy lovas szolgálója, akinek származása nem ismert. Magát szerb uralkodóktól származtatta, de egyes vélemények szerint egyszerű szerémségi kecskepásztor fia volt. Ő volt Cserni Jován, akit egy hatalmas, teste nagy részét beborító anyajegye miatt „Fekete Ember”-nek neveztek. Daliás és erős megjelenése miatt Szapolyai is nagyra becsülte, azonkívül engedelmes szolgája volt neki. Szerb honfitársai előtt is nagy tekintélyre tett szert, de a hétköznapi életben meglehetősen vad, szertelen és meggondolatlan ember volt. Érdemeit növelte a mohácsi csatában tanúsított vitézsége.

Szulejmán október 18-án történt visszavonulásakor Szapolyai bejelentette az igényét a trónra, és folytatta a harcot a még itt maradt török csapatok ellen. Ebben segítségére volt Radics Bosics naszádos kapitány, valamint Frangepán Kristóf horvát bán, akinek katonái között úgyszintén volt sok rác.

Szávaszentdemeter elfoglalása után a Szerémség gyakorlatilag teljesen török uralom alá került, de visszaszerzésére Szapolyai már terveket szőtt. Erről a területről a török támadás az itt élő szerbeket kimozdította, akik északra, Szabadka és Bács vidékeire húzódtak.

Szapolyai úgy látta, velük érdemes lesz újjászervezni a végvárvonalat, ami 1521–22 között teljesen összeomlott. Ezek az elemek ugyanakkor telepeserőt is jelentettek, mert a törökök annyira mélyen benyomultak magyar területre, hogy sok alföldi vidék is elnéptelenedett.

## A felkelés

### Zavargások a szerbek ellen
Szapolyai Bács, Solymos, Lippa, Karánsebes, Szabadka, Temesvár és Lugos környékére telepített le szerb csoportokat. Mivel Cserni Jovánnak már nagy tekintélye volt közöttük, ezért rábízta a szerbek vezetését, pontosabban a bácsiak feletti vajdai hatalmat adta a kezébe, míg Radics Bosics a karánsebesi és lugosi szerbeket irányította.

A Bácska és a Bánság több területére szintén szerbek települtek le, de bejövetelük már az elején nagyon komoly akadályokba ütközött. A török visszavonulásával ugyanis rengeteg magyar paraszt és nemes is visszatérni kívánkozott, elsősorban Bácsra. A visszatérők azonban itt találták a szerbeket, akiknek bár a király megjelölte, mely területet foglalhatják el, de sokan ennek ellenszegülve, tetszőlegesen választottak maguknak földet. Ugyanezt tette Cserni Jován is. Jován lovasaival megtámadta a Szabadka és Bács környékén kóborló törököket, akik többek között Török Bálint birtokait tartották megszállva. Mihelyt elűzte őket onnan, kijelentette, hogy ez a terület az ő fegyverrel szerzett birtoka.
Szapolyai fülébe eljutottak a hírek, de mivel a királyválasztásra is készülni kellett, ezzel együtt a török veszély még nem múlt el, így későbbre tette ennek az ügynek az elbírálását.

A nemesség, elsősorban a nagybirtokosok heves nemtetszésüknek adtak hangot Szapolyai előtt, amiért kiváltságokat akar adni nekik, mert az ő területükre telepíti a rácokat, ezért azok jog szerint az ő jobbágyaik kell, hogy legyenek; nem utolsósorban soviniszta érzelmek is fellángoltak bennük. A nemesek akadékoskodása sértette Jován büszkeségét, aki ekkor még önkényesebben, saját jogkörét túllépve üzenetet küldött a török területen élő honfitársaihoz, hogy jöjjenek minél többen át hozzá.

A törökök ekkor épp Marótot ostromolták, és tovább támadták a horvátokat, valamint a délvidéki területek egy részét, ahol egyelőre a harcot Jován vezette, mialatt a szerbek és a magyarok ellenségeskedése is nőttön-nőtt az országban.

Szerbek mellett még az elfoglalt végvárakból menekülő magyar katonák is csatlakoztak Jovánhoz, akik jobb sorsot reméltek. Rövidesen már annyi szerb volt Bácson, hogy Jován Szapolyai felhatalmazásával megkezdte sereg verbuválását velük. Első lépésben egy hatszáz fős testőrséget állított fel, majd vajdákat nevezett ki, akik a katonai egységek parancsnokai lettek. A sereg létszáma összesen 10-12 ezer főt számlált már, de vezérük egyre jobban a saját feje után ment, azonban ennek veszélyességét egyelőre Szapolyai nem látta.
Tokajban országgyűlésre gyűltek össze az ország előkelői, ahová Szapolyai elhívta Jovánt is. A szerb vezér hűséget fogadott az új királynak, aki lovat, fegyvert és pénzt adott neki, valamint Bács vármegye élén megerősítette posztjában.

Visszatérve azonban Jován cárrá nyilvánította ki magát, és kijelentette, hogy visszafoglalja a Szerbiát a törököktől, amelynek fejedelme jog szerint ő lesz. A Tisza, Maros és Al-Duna menti területet saját birtokaként kezelte, de ekkor megkezdődtek az összecsapások a magyarokkal. Török Bálint vissza akarta szerezni tőle az elvett birtokát, és Szabadkán megtámadta Jován embereit, akikkel szemben alulmaradt.

Az egyre jobban feldühödő urak mérgükben parasztnak kiáltották ki Jovánt és az embereit, amire a „szerb cár” szintén mérges lett. Katonái nem álltak birtokosi függésben, de az urak jobbágyaiknak tekintették őket. Török Bálint akciója után a parasztokat fosztogató szerbekre a pórnép is rátámadt. A legnagyobb támadást a gyulai uradalomban hajtották végre, ahol a nemesek uszították őket a rácokra. Ezt a támadást is kivédték Jován emberei, és az erőszakra erőszakkal válaszoltak.
Szapolyai a török elleni hadjárat tervét készítette elő, de egy Ausztria elleni támadást is fontolgatott. I. Ferdinánd osztrák főherceg ugyanis szintén benyújtotta igényét a trónra, hivatkozva az 1515. évi Habsburg–Jagelló házassági szerződésre.

Frangepán Kristóf megelőző csapást sürgetett az osztrákok ellen, emellett Jován is kiállt, aki rendelkezésre ajánlotta seregét. Török Bálint támadása után azt a kérte a királytól, hogy nevezze ki a Bácska és a Bánság helytartójává. Ebbe Szapolyai belement még, de már sokallta Jován kéréseit. A Szapolyaihoz végig hűséges Radics kapitány azt javasolta a királynak, hogy küldje a szerbeket Ferdinánd ellen, akkor nyugta lesz tőlük egy darabig.
Közben sűrűsödtek az összecsapások a parasztok és a nemesek, valamint a rácok között a területekért, és a Délvidéken a helyzet egyre forróbb lett, mialatt a másik oldalon már német csapatok gyülekeztek a határon, és a törökök folytatták betöréseiket.

### Kitör a felkelés
Csáky László, az egyik délvidéki nemes úr szintén támadást kísérelt meg Jován ellen, amiért a fejével fizetett. Ekkor a parasztok és a nemesek már mind összefogtak a szerbek ellen. Ez az esemény rendkívül hihetetlen, mert ezek az egyének 1514-ben még egymás halálos ellenségei voltak.

Az urak ekkor azzal vádolták Jovánt, hogy a törökökkel akar szövetségre lépni Magyarország ellen, ezért mihamarabb keresztes hadjáratot kell ellene indítani. Jován felbőszült ezen, és miután leverte Csákyt, nyíltan is fellázadt Szapolyai ellen, kikiáltva magát a Szeremség uralkodójának, és Bácska, valamint Bánság cárjának.

Ekkor már nagy sereg (mintegy 15 ezer fő) állt a rendelkezésére, és Szabadkán külön fővárost tartott fenn. Körülötte familiárisok álltak: Cselnik Radoszláv egykori szerémségi vajda volt seregeinek alparancsnoka, Literat Fábián és az irigi Dolics Jován zászlósurakként tevékenykedtek, Verlics Szubota vajda pedig kincstartója és nádora volt a cárnak.

A szerb cár hatalma megerősítésére palánkvárakat és földvárakat emelt a területén, sőt utóbb Szabadkán pénzt is veretett magának.

Bár még látszólag kitartott eredeti programja mellett, mert Perényinek 1526 vége felé ezt az üzenetet küldte: „Nagyságod miért gyűjtött ennyi hadinépet ellenünk, rácok ellen? Nemde mi is keresztények vagyunk? Jobb nekünk egyetértenünk, s megszabadítani a Szerém szigetet a pogányok kezéből!” Jován felhívásokat is közzétett Havasalföldön és bolgár területen, valamint Szerbiában, hogy felszabadulást ígér nekik. Ezeknek nem lehetett nagy visszhangja, mert a balkáni népeknek nem volt tudomásuk Jovánról. A törökök sem aggódtak, mert a felhívások ellenére sehol nem került sor mozgolódásra a birodalomban.
Perényi és Gerendi Miklós szervezésével már jelentős haderő állt készen Erdélyben, hogy a szerbek ellen támadjon. Perényi és Gosztonyi János püspök heves agitációba kezdett, utóbbi a szebeni és brassói szászokat is harcra buzdította Jován emberei ellen, mert szerinte a szerbek mindenkit válogatás nélkül ölnek. Ez részben igaz is volt, mert a Délvidéken kialakult összecsapások miatt a szerbek kegyetlenkedni kezdtek a magyar parasztokkal, nem egyet ki is végeztek.

A Gyulán gyülekező erdélyi hadakhoz a Tisza vidékéről jött felkelt jobbágyok (vezéreik papok és tanítók, valamint nemesek voltak), 16 gyulai lovas és az uradalom jobbágyai álltak külön kapitányokkal. A tiszaiakat sújtotta is Jován támadása, ezért önként álltak Perényi mellé.

### Cserni Jován I. Ferdinánd szövetségese

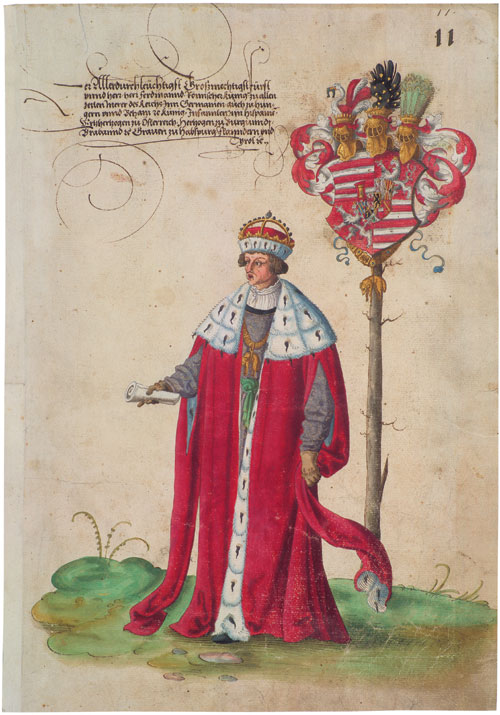
I. Ferdinánd mint magyar király. Azzal, hogy tovább gerjesztette az indulatokat Cserni Jován embereiben, éppúgy felelős a Délvidéket, valamint más területeket ért pusztításokért

1527 tavaszáig Szapolyai nem akart fellépni Cserni Jován ellen, de egyre hevesebben ostromolták panaszaikkal nemcsak a nemesek, hanem a parasztok is a királyt azok miatt a förtelmes tettek miatt, amit a szerbek napról napra elkövetnek. 1527. január 12-én Békés vármegye küldöttei értesítették az őket, valamint Szegedet ért pusztításokról a királyt. Habár számos adat kissé elfogultan túloz a bűntettekkel kapcsolatban, de annyi bizonyos, hogy a felkelők az emberöléstől rablásig, kínzásokig, megfélemlítésekig és zsarolásokig számos eszközt bevetettek a parasztok ellen.

Csáky László támadása után már vitathatatlanul elindult a felkelés, amikor az országban „ingadozók” akadtak Ferdinánd és Szapolyai tábora között.

Ferdinánd mikor értesült a szerb felkelésről, jó alkalmat látott ebben, hogy aláássa Szapolyai hatalmát, és két tűz közé szorítsa. Nyilván tudott arról, hogy Szapolyai nem lép fel következetesen és keményen felkeléssel szemben, s emiatt már sok hívében megingott az iránta érzett bizalom (habár a szerbek elleni szervezkedők között voltak a vajda régi esküdt ellenségei is, így Báthory István). Ha Jovánt tovább ingerli, akkor még többen és még jobban Szapolyai ellen hangolódnak a magyarok közül. Azonkívül könnyen le is győzheti, sőt biztosítja az oldalát, mert fennállt a lehetősége annak, hogy Szulejmán nem fogja tétlenül nézni, ha Ausztria rátámadt Szapolyai királyságára.

1527 elején még nem indultak el Ferdinánd seregei Magyarország ellen, amikor Révay Ferenc, a főherceg küldötte épp Szabadkán járt ajándékokkal, aminek a szerb cár nem tudott ellenállni. Jovánnak Ferdinánd nevében sok pénzt ígért, s örökös címen a törökök által megszállt déli végvárakat, továbbá az általa birtoklott területet is meghagyta neki.

Jován elkötelezte, hogy hűséges lesz a Habsburgokhoz, és üldözni fogja Szapolyai valamennyi hívét, sőt elfoglalja Ferdinánd számára Erdélyt is.

### Cserni Jován diadalmenete
Szapolyai fülébe is eljutott a rácok és az Ausztria közötti szövetség, ezt pedig már nem tűrhette, mert nyilvánvalóvá vált, hogy a hatalma is veszélybe kerül.

Májusban Cserni Jován kiáltványban szólította fel a magyarokat, hogy hódoljanak meg Ferdinánd előtt, mert Szapolyai a törökök egyik szövetségese. Szapolyai erre ráparancsolt Perényire, hogy verje le a felkelést. Perényi haladék nélkül elindult Erdélyből seregével, amelyhez parasztok és nemesi is felkelők is csatlakoztak a szász városok erősítéseivel egyetembe. Cserni Jován nem tétlenkedett, hanem a szőlősi ütközetben úgy megverte Perényit, hogy az alig tudott elmenekülni.

Ferdinánd a továbbiakban újból megerősítette Jován hűségét, Botos János pécsi kereskedő útján nagy ajándékot küldött neki, mintegy 5000 aranydukátot, több száz ruhát, s lovat, valamint neki ígérte Brankovics György egykori magyarországi birtokait. Jován azt válaszolta, hogy a főherceg küldjön ágyúkat és tüzéreket, mert nincs tüzérsége.
A szőlősi vereség után Perényi szinte azon volt, hogy inkább átáll Ferdinánd mellé. Valószínűleg Siklós várába húzódott, ahol több baranyai nemesúr is csatlakozott hozzá, abban a hiszemben, hogy Ferdinánd mellett harcolhatnak. A keletnek tartó Cserni Jován serege elfoglalta Szegedet; ennek élére Szubota vajdát nevezte ki az önjelölt cár, majd Temesvárt és Lippát is, de Radics emberei Karánsebesen és Lugoson nem csatlakoztak hozzá.

Temesvárról indultak a szerb felkelők erdélyi hadjáratukra. Ennek nyomán a szászok földjeit egészen Szászvárosig végigégették. Felkelésükhöz csatlakoztak a hátszegi szerbek, viszont éltek ezen területen ortodox vallású románok is. Jován emberei, annak ellenére, hogy azonos felekezethez tartoztak, nem kímélték a románokat, hanem sokukat kegyetlenül lemészárolták. Ezután feldúlták Gyula vidékét, ahol Brandenburgi Györgynek, az egyik Habsburg-párti főúr birtokai voltak. A gyulai parasztok eddig is fegyveresen dacoltak a szerb támadások ellen, és a harcukat továbbra is folytatták. Itt világosan megmutatkozik, hogy a szerbek nem voltak tekintettel a Ferdinánd oldalán állókra: mindenkit öltek és raboltak, aki nem szerb nemzetiségű volt. A magyar belháború elején indult, de az egész konfliktusnak talán legvéresebb fejezete a szerb felkelés, ami miatt mindkét tábor hívei összefogtak, most az egyszer félretéve a nézeteltéréseket, hogy megszabadítsák magukat az egyre inkább aljas csürhévé váló délvidéki seregtől. Bár ez az összefogás még ekkor természetes, mert igazi pártoskodások csak később kezdődnek, ám amikor ténylegesen is szöges ellentétbe kerülnek a két király hívei, 1534-ben mégis produkálnak egy soha meg nem ismétlődő összefogást Lodovico Gritti ellen, aki mindnyájuk közös ellenségének számított, ahogy most Cserni Jován.

### A felkelés bukása
Cserni Jován, bár erős sereget szervezett, ez a szőlősi győzelem és Dél-Erdély feldúlása után demoralizálódásnak indult. A szerbek egyre többet fosztogattak és még több vért ontottak, míg a papok, nemesek, egyszerű tanítók, kapitányok, sőt parasztkapitányok, parasztvezérek vezette népi felkelők állandóan tépték, zaklatták a felkelőket.

Ferdinánd délvidéki hívei remélve, hogy uruk megállítja a szintén az ő szolgálatában álló szerb vezért, kérő, könyörgő üzenetekkel árasztották el a főherceget, hogy állítsa le a felkelőket. Ferdinánd a szörnyű bűntettek hallatán nem késlekedett elküldeni Hoberdanecz Jánost Szegedre, ahol épp Jován tivornyázott. Bár a kért tüzérségi felszerelést nem küldte el, s ajándékot sem adott, de próbálta rávenni a rác vezért, hogy hagyja abba a magyar lakosság kínzását, maradjon Szegeden, és inkább a török ellen harcoljon, de csak akkor, amikor seregeivel a főherceg bevonul Magyarországra. Mivel ajándékot Jován nem kapott, ezért elutasította Hoberdanecz kérését, és a terror folytatódott a Délvidéken, s a felkelők megtámadták Horvátországot is.
A gyulai várnagyok, akik eddig a szerbek ellen harcoltak, most épp Szapolyai ellen készülődtek, miután az a hír járta, hogy a király el akarja foglalni Gyulát.

Perényi a baranyai nemesurakkal megerősített seregével visszatért a Délvidékre. Ezek a nemesek, akik korábban úgy álltak Perényi mellé, hogy Ferdinánd mellett harcolhatnak, paradox módon közvetve ellene harcoltak Cserni Jovánon keresztül.
Közben Ferdinánd még egy kísérletet tett Jován megállítására: ezúttal Bakithot küldte hozzá, mivel ő is szerb volt, ezért könnyebben szót érthetett vele. A főherceg ajándékot is küldött: ötezer forintot, ötszáz vég posztót, tíz aranyozott serleget és öt török lovat. Bakith ezt tovább adta Botos Jánosnak, hogy ő vigye el Jovánhoz, de nem ismertek a részletek, hogy eljutott-e hozzá az ajándék, s ha igen, hogyan reagált a főherceg újabb kérésére; mindenesetre a felkelők folytatták a dúlást.

Török Bálint Szapolyai parancsára támadást vezetett Szabadkára. A katonák Bátáig meneteltek, de Cserni Jován kiszimatolta a szándékukat, és rögvest megelőző csapást indítva a katonák nagy részét megölte, Török Bálintot és maradék vitézeit megszégyenülten elkergette.
Június 4-én Szapolyai utoljára megpróbálkozott Jován visszaterelésére a maga táborába, de követeit a felkelő vezér elfogta és ki akarta végezni, ám Hoberdanecz kérésére elállt ennek végrehajtatásától.

Szapolyai serege Fönlaknál vereséget szenvedett ugyan, de Perényivel egyesülve június 25-én rohamot indított Szeged ellen, és alaposan megtizedelte a felkelőket.

A parasztok már mindenütt harcoltak Jován ellen, akinek seregéből a demoralizálódás s a veszteségek nyomán már csak 8000 katona maradt. Mivel Ferdinánd már nem ígért semmit, Jován újból Szapolyai felé kezdett közeledni, de hiába, ugyanis Szapolyai eltökélte a végső leszámolást, e célnak megfelelően pedig Czibak Imrét, Temes vármegye ispánját és a váradi püspököt megbízta, hogy katonáival és a népfelkelők erőivel támogassa meg Perényit, s állítsák helyre a rendet Szabadka és Szeged vidékén. A két vezért a délvidéki, szegedi, tiszai parasztok, a szászok, a karánsebesi és lugosi vajdák, valamint román felkelők is támogatták.

Perényi és Czibak egyesülő csapatai a Szeged melletti Sződfalva közelében megsemmisítették a felkelőket. Jovánt Szegeden halálosan megsebesítették, aki Tornyosfaluba menekült. Török Bálint az őt ért sérelmeket és a vereségeket megbosszulandó maga indult, hogy elégtételt vegyen Jovánon. Hogy megölte vagy már holtában vágta le a nem is olyan rég még nagy hatalmú szerb vezér fejét, nem tudni. A levágott főt aztán Budára vitte. A fővárosban hatalmas tömeg ujjongása fogadta a szerb felkelés leverésének hírét. Szapolyai Budán és Krakkóban is Te Deumot mondatott a győzelemért. Jován levágott fejét körülhordozták, majd a Dunába hajították.

## Következmények
A Sződfalváról elmenekült szerb egységek szintén Szegeden akartak menedéket találni a város földerődítményei között, de őket a városi polgárok és a környék parasztjai koncolták föl.

A vereség során a rácok tömegesen menekültek el Bács vidékéről, míg a végig Szapolyai hűségén maradó Bosics-féle szerbek bántatlanok maradtak. Egy török krónika túlzóan 20 ezer elmenekült szerbről számol be. Ezek a szerbek aztán a törököknek ajánlották fel szolgálataikat. Az 1527 és 1528 között vívott harcokban Ferdinánd seregei kikergették Szapolyait az országból, aki miután nem kapott senki mástól segítséget, Isztambulhoz fordult. A szultán a kérésnek eleget téve hadaival benyomult Magyarországra. A betörő törökök között voltak szerbek, méghozzá Cserni Jován egykori martalócai, akik a felkelést idéző barbársággal, szinte a törökökkel versengve pusztították a Duna–Tisza közét.

Ezek a szerbek harcoltak Bécs alatt 1529-ben, majd egy évvel később néhányukat Budára rendelték, ahol a török erősítésekkel együtt megvédték Ferdinánd egyik vezérének Wilhelm von Roggendorf támadásaitól a fővárost.

### A felkelés mérlege
Cserni Jován és megmozdulásának emléke, ahogy az Szerbiában ilyen esetekben megszokott, meglehetősen pozitív, s Jovánt „a független Szerb Vajdaság hőse” névvel illetik, de ez nem lényeges.

Fontos azonban felmérni, hogy milyen helyzet alakult ki Magyarországon ekkor Mohács után, s a polgárháború kezdetén, amit a Cserni Jován-fölkelés nyitott. Az igaztalanul parasztlázadásnak titulált megmozdulás az elég gőgös nemesi szemléletű régi történetírás alkotta képének nem lehet hitelt adni a nyilvánvaló bizonyítékok alapján. Ez a szemlélet durván minősítette még a Dózsa György vezette parasztháborút is, egész a 20. századig, a parasztság féktelen bűneiről beszélve. Azonban a Cserni Jován-felkelésnél elkövetett bűntetteket reális állításoknak lehet venni, de tartalmilag nem azonos a két megmozdulás, csak formailag.
1514-ben parasztokból álló keresztessereget toboroztak, amelyet a törökök ellen akartak bevetni. A szerbekből kiállított sereg is eredetileg a török ellen készült, de már az elején önkényesen lépett fel, és túllépve határait követte el a kihágásokat. A szerbeket nagymértékben sértette, hogy az urak nem törökellenes szövetségesként, hanem parasztokként, bitorlókként kezelik őket, de a földek és várak elvételére mégsem volt joguk.

Ezeket a katonákat nem mind paraszti sorból emelte ki Szapolyai, mert rengetegen évekkel korábban a déli végeken teljesítettek szolgálatot végvári katonaként, tehát már régóta szabad katonai vagy félkatonai személyek voltak, nem tartoztak semmi szín alatt az uraknak jobbágyi szolgálattal, de még katonai szolgálattal sem, kizárólag a királyhoz voltak kötelesek hűségesek lenni. Annak ellenére sem váltak jobbágyokká, hogy földesúri birtokra lettek letelepítve, noha ezt az urak így gondolták.

Az urak kezdték a harcot, és miattuk robbant ki a felkelés, ahogy 1514-ben. De ami lényeges, hogy ezek ellen a félkatonai rangú, de szabad jogállású felkelők ellen olyan parasztok harcoltak önként – sőt még külön mozgalmakban is, saját parasztvezérekkel –, akiket még alig több, mint egy évtizeddel ezelőtt örökös jobbágyi függésbe nyomtak, jogfosztottá tettek az urak. Most ezek közösen ragadtak fegyvert a szerbek ellen! Nyomós okuk is volt rá, épp a szerb felkelők által elkövetett gaztettek miatt, amely szinte nem is különbözött a török hódítók pusztításaitól, amely nemrég érintette őket.

A törökök a hódoltságban uralmuk másfél évszázada alatt szintén alakítottak ki szerb félkatonai telepeket, amelyek a portyázásokban részt vettek; erre válaszul a végvári vitézek ezen telepek elpusztításával válaszoltak, mely még így is gerjesztette az indulatokat a két nép között.
A Cserni Jován-felkelés valószínűleg napjainkig meghatározta a magyarság és a szerbek viszonyát, amelyből összeütközések most is akadnak, és ezért felelőssé tehető a Habsburg-ház, amely Cserni Jovánnal először használta fel a maga céljára a „szerb kártyát”. A magyarok hátában a szerbek később is jól jöttek a Habsburgok számára, mivel ők a magyarok alatt éltek kisebbségben. A köztük levő ellentéteket kihasználva a Habsburgok elsősorban ígéretekkel csábították a maguk oldalára a szerbeket, s szították a szerb–magyar szembenállást. Különösön a Habsburgok elleni magyar függetlenségi mozgalmakkor jött jól Bécs számára a szerb kártya. Így a Bocskai-szabadságharc idején is a hajdúk ellen szerbek és a horvát katonaság végig küzdött (bár Bocskai Istvánnak voltak szerb hajdúi is), ugyanakkor a Thököly-felkeléskor is végig magyarellenes álláspontot képviseltek. Habsburg-orientáltságuk legjobban a Rákóczi-szabadságharcban nyilvánul meg. A török kiűzésekor Nándorfehérvár környékéről és a szerb területekről közel 100 ezren menekültek Magyarországra. Az osztrákok ezeket a Délvidéken telepítették le természetesen, s bőségesen ellátták kiváltságokkal. Habár megnyerésükre II. Rákóczi Ferenc rengeteg kísérletet tett, de az ügyesebben taktikázó Bécs a maga javára fordította őket, és a császári hadvezetés a délvidéki szerb egységeket a kurucok ellen vetette be. Ebben a háborúban is számos dúlás, gyilkosság, bosszúállás történt, akárcsak a Cserni Jován-felkelés alatt. A nemzeti ébredés, a nacionalizmus és nemzetiségek egyre határozottabb követelései, valamint önállósulási szándékai még jobban elmérgesítették a helyzetet. A császáriak oldalán, a honvédsereg ellen harcoló szerb szabadcsapatok és határőrök az 1848–49-es forradalom és szabadságharc során Cserni Jován eszményével borzalmas vérfürdőt rendeztek nemcsak magyarok, hanem a németek és a románok körében is. Egyébként ezen etnikai tisztogatások provokálásában nem csupán a Habsburg udvar, hanem az egységes nagyszerb állam eszményét is vakon hajszoló szomszédos Szerb Fejedelemség is ludas volt, amely így akart megszerezni magyarországi és horvátországi szerb területeket, megadva mindent a felkelőknek (hadianyagot, ellátmányt, fegyvert, tiszteket, önkénteseket).
1944–45-ben az 1526 és 1848 közötti vérontásokat is felülmúló több tízezres délvidéki népirtások is a rendkívül kiélezett szerb–magyar ellentét bizonyítékai. Sajnos a feszültségek máig sem csitultak; újabban a koszovói és vajdasági kérdés vett fel problémákat.

## Külső hivatkozás
- 1526-1528-ig tartó korszak eseményei Magyarországon Archiválva 2013. december 24-i dátummal a Wayback Machine-ben
- A magyarországi szerbek[halott link]
- Jókai Mór: A magyar nemzet története regényes rajzokban – A fekete cár